# Куп Мађарске у фудбалу 1985/86.
Куп Мађарске у фудбалу 1985/86. (мађ. 1985–1986-оs magyar labdarúgókupa) је било 46. издање серије, на којој је екипа ФК Вашаша тријумфовала по 4. пут.

## Четвртфинале[3]
| Тим #1               | Резултат | Тим #2          |
| -------------------- | -------- | --------------- |
| 15. фебруар 1986.    |          |                 |
| ФК Дунаујварош       | 2 : 3    | ФК Вашаш        |
| 15. фебруар 1986.    |          |                 |
| ФК Егер              | 1 : 0    | ФК Хонвед       |
| 15. фебруар 1986.    |          |                 |
| ФК Њиређхаза Спартак | 1 : 3    | ФК Ференцварош  |
| 15. фебруар 1986.    |          |                 |
| ФК ДАК 1912.         | 1 : 2    | Сегед ЕОЛ ДЕЛЕП |

## Полуфинале
| Тим #1            | Резултат | Тим #2         |
| ----------------- | -------- | -------------- |
| 22. фебруар 1986. |          |                |
| Сегед ЕОЛ ДЕЛЕП   | 0 : 3    | ФК Вашаш       |
| 22. фебруар 1986. |          |                |
| ФК Егер           | 1 : 4    | ФК Ференцварош |

## Финале
| ФК Вашаш                                                                       | 0 : 0    | ФК Ференцварош                                                          |
| ------------------------------------------------------------------------------ | -------- | ----------------------------------------------------------------------- |
|                                                                                | Извештај |                                                                         |
| Пенали                                                                         |          |                                                                         |
| Василис Теодору · Михаљ Бороштјан · Иштван Бирињи · Иштван Ковач · Јанош Чорба | 5 : 4    | Атила Пинтер · Ласло Штраус · Габор Санто · Шандор Кинчеш · Ласло Такач |